# 아프리카의 눈물
《아프리카의 눈물》은 MBC에서 2010년 12월 3일부터 2010년 12월 10일까지, 2011년 1월 7일부터 2011년 1월 21일까지 총 5회에 걸쳐 방영된 창사 49주년 특별기획 다큐멘터리 프로그램으로, 《지구의 눈물 시리즈》의 세 번째 작품이다. 이 시리즈는 지구온난화, 자연 파괴의 위험성, 그리고 인간이 맞게 될 위기를 경고해 왔다.

## 방송 개요

### 프롤로그: 뜨거운 격랑의 땅
모든 것의 시작이며 살아있는 모든 것의 미래 아프리카는 지속되는 가뭄으로 무서운 속도로 사막화가 진행 중이다. 또한 기후변화는 초지와 농지를 황폐화시키고 인간과 동물을 모두 생존한계선상으로 몰아넣으면서 더 큰 분쟁으로 이어졌다. 하지만 마음을 뒤흔드는 춤과 노래와 리듬이 살아있고, 여전히 사람들은 그속에서 살며 사랑하고 이별한다.

### 제1부 오모계곡의 붉은 바람
에티오피아 오모계곡에는 "소떼를 뛰어넘는 카로족의 독특한 '성인식'"이나 "위협적인 장대를 휘두르는 ‘피의 승자’를 가려내는 수리족의 ‘동가축제’"가 있다. 하지만 고요히 잠들어있던 영겁의 시간을 깨뜨리며 원시부족들을 위협해 오는 냉혹한 총성의 정체는 무엇일까?

### 제2부 사하라의 묵시룩
물과 초지를 찾아 600km를 떠도는 사막 코끼리의 대장정과 불모의 땅에서 살아가는 고달픔을 아름다움으로 승화시키는 유목민 플라니족의 축제 ‘게레올’를 통해 척박한 자연이 오히려 아름다움을 만든다는 이야기를 전한다.

### 제3부 킬리만자로의 눈물
끝없는 가뭄과 온난화로 정상은 겨우 손수건만큼 만년설이 남았을 뿐인 킬리만자로의 신비는 이제 영원한 전설이 되어 버릴지도 모른다. 이상기후로 동물들은 떼죽음을 당하고 주민들은 그곳을 떠나 대륙 곳곳에서 살길을 찾아 유랑에 나섰다.

### 에필로그: 검은 눈물의 시간 307일
인간과 야생의 사이에서 또 다른 원주민이 되어 그들과 함께 살아간 307일 간의 기록.

## 아프리카의 눈물 극장판
- 풀라니족 여인들이 입술 문신을 받는 장면 등 TV에서는 방송 수위 때문에 공개하지 못했던 미공개 영상을 추가하여 85분가량으로 재편집하고 마운틴 픽쳐스의 배급으로 2011년 3월 24일 개봉하였다. 등급은 '12세관람가'다.
- 내레이션은 TV판과 마찬가지로 배우 현빈이 맡았다.
- 배우 윤승아와 유승호, 그리고 개그우먼 김미화가 영상을 통해 응원을 보냈다.

## 시청률
최저 시청률과 최고 시청률은 시청률 조사회사와 지역별로 시청률에 차이가 있을 수 있습니다.
| 2010년   | 2010년    | 2010년                 | 2010년         | 2010년       | 2010년         | 2010년       |
| 회차     | 방송일    | 부제                   | TNmS 시청률    | TNmS 시청률  | AGB 시청률     | AGB 시청률   |
| 회차     | 방송일    | 부제                   | 대한민국(전국) | 서울(수도권) | 대한민국(전국) | 서울(수도권) |
| -------- | --------- | ---------------------- | -------------- | ------------ | -------------- | ------------ |
| 프롤로그 | 12월 3일  | 뜨거운 격랑의 땅       | 10.0%          | 13.3%        | 10.1%          | 12.6%        |
| 제1부    | 12월 10일 | 오모계곡의 붉은 바람   | 11.4%          | 13.8%        | 11.3%          | 13.2%        |
| 2011년   |           |                        |                |              |                |              |
| 제2부    | 1월 7일   | 사하라의 묵시록        | 9.8%           | -            | 9.6%           | 11.8%        |
| 제3부    | 1월 14일  | 킬리만자로의 눈물      | -              | -            | 6.4%           | -            |
| 에필로그 | 1월 21일  | 검은 눈물의 시간 307일 | 10.1%          | -            | 13.5%          | 16.7%        |

## 도서
| 책 이름                                          | 글                                | 그림   | 펴낸 곳      | 펴낸 날          | 비고  |
| ------------------------------------------------ | --------------------------------- | ------ | ------------ | ---------------- | ----- |
| 아프리카의 눈물 지구의 눈물 그 세번째 이야기     | MBC아프리카의 눈물 제작팀, 이은정 | 허구   | 씨앤아이북스 | 2010년 12월 1일  | 141쪽 |
| 아프리카의 눈물 (만화)                           | MBC아프리카의 눈물 제작팀, 이한율 | 유상모 | 씨앤아이북스 | 2010년 12월 24일 | 177쪽 |
| 아프리카의 눈물 슬프도록 아름다운 삶이 춤추는 땅 | 한학수, 장형원                    |        | 21세기북스   | 2012년 6월 8일   | 274쪽 |

## 관련 이야기
- 2010년 12월 1일 MBC 소회의실에서 시사회 및 기자간담회를 가졌다.[4]
- 2010년 12월 24일 《아프리카의 눈물》은 만화책으로도 출간되었는데, TV 다큐멘터리에서 보여주고자 하는 내용의 핵심을 좀더 쉽고 재밌게 만화로 만들었으며 다큐멘터리의 현실감과 만화의 상상력을 가미한 새로운 스타일의 '다큐만화'다.[5]
- 2011년 1월 14일 3부 '킬리만자로의 눈물'편에서 시청률이 급격히 하락하였는데 아시안컵 축구 경기 중계로 인한 영향을 받았던 듯하다.[6]
- 2011년 4월 28일 광주시청자미디어센터 2층 다목적홀에서 '아프리카의 눈물 극장판'을 상영 후 장원형 PD에게 듣는 '아프리카의 눈물, 이렇게 만들었다'라는 주제로 특강을 개최하였다.[7]
- 2011년 8월 5일 여름방학특집으로 '아프리카의 눈물' 극장판을 방송하여 좋은 반응을 얻었다.[8]

## 같이 보기
- 《북극의 눈물》 (2009년, MBC)
- 《아마존의 눈물》 (2009년, MBC)
- 《남극의 눈물》 (2011년, MBC)
- 《북극열전》 (2010년, KBS)
- 《최후의 툰드라》 (2010년, SBS)